# Капітан Зум. Академія супергероїв
«Капітан Зум. Академія супергероїв» (англ. Zoom, або англ. Zoom: Academy for Superheroes) — фантастичний фільм 2006 року.
Випущений на екрани 11 серпня 2006 року кіностудією Columbia Pictures, фільм був погано сприйнятий критиками і не дотягнув до касових зборів, заробивши 12,5 мільйона доларів при бюджеті в 75,6 мільйона доларів. Фільм «Зум» був номінований на одну премію Razzie Award у категорії «Найгірша чоловіча роль» за Тіма Аллена (який також був номінований за фільми «Санта Клаус 3: Втеча Санта Клауса» та «Кудлатий пес»), але він програв Марлону та Шону Вейанам за фільм «Маленька людина» (також виробництва Columbia Pictures і Revolution Studios). Фільм «Зум» вийшов на DVD 13 лютого 2007 року на студії Sony Pictures Home Entertainment.

## Сюжет
30 років тому Америку захищала команда супергероїв «Зеніт» на чолі з братами Шепардом Джеком / «Капітаном Зумом» та Коннором / «Кулаком». Американські військові використали експериментальне випромінювання «Гамма-13» для посилення сил Шепардів. У результаті Зум став швидшим і сильнішим, але Кулак озлобився та убив своїх товаришів по команді. Зум у спробі знищити Кулака втратив свої сили.
У сучасності вчений доктор Ед Грант, виявляє, що Кулак потрапив у часову аномалію і повернеться за декілька днів. Військовий офіцер проєкту «Зеніт», генерал Ларрабі, доручає зібрати команду супергероїв. Для цього викликають Джека, що недавно вийшов на пенсію, та незграбну психолога Маршу Голловей, — фанатку коміксів про Команду «Зеніт».
У різних місцях декілька дітей і підлітків проявляють надлюдські здібності: телекінез, невидимість, левітацію тощо. Вони відвідують прослуховування, де демонструють свої вміння — деякі корисні, інші марні. Проєкт «Зеніт» завербовує підлітків Ділана Веста та Саммер Джонс, а також дітей Такера Вільямса та Сінді Коллінз. Новобранці розчаровуються в своїй місії через песимістичний і саркастичний характер Джека. Ділан здійснює невдалі спроби втечі, стаючи невидимим, а Такер соромиться своєї надмірної ваги. Після того, як команда новобранців дорікає Джеку через його ставлення, вони примиряються та поступово покращують свої здібності. Джек розповідає як шкодує про втрату брата. Також супергерої вчаться літати на зламаній летючій тарілці з Розвелла.
За кілька годин до повернення Кулака Джек допомагає Ділану розблокувати нову здатність, яку він використовує, щоб точно визначити, де з'явиться Кулак. Але також він дізнається, що військові мають намір піддати нову Команду «Зеніт» впливу Гамма-13 та використати їх як відволікаючий маневр, щоб вони випробувати нову зброю на Кулаку. Нажаханий Джек просить Маршу допомогти йому врятувати дітей та полетіти на тарілці до місця появи Кулака, під час чого вона показує свою здатність видавати потужний подих. Прибувши, Джек вирішує протистояти Кулаку наодинці, але Марша та Команда Зеніт відмовляються його покинути.
Коли Кулак повертається, Ларрабі стріляє в нього нейтралізуючою сіткою, але той відкидає її в бік Сінді. Джек повертає свої сили та рятує дівчинку. Потім Зум створює вихор, а Команда Зеніт та Марша поєднують свої сили, щоб закинути Кулака всередину. Після того, як Грант показує, що може врятувати Кулака, Джек припиняє вихор, а натомість витягує з Кулака частинки «Гамма-13».
Три місяці по тому Команда Зеніт повертається до звичайного життя, використовуючи суперсили в повсякденних справах. Зум і Кулак продовжують їхнє навчання для захисту Землі.

## Актори
- Тім Аллен у ролі Джека Шепарда / Капітана Зума, молодшого брата Коннора та колишнього супергероя з надлюдською швидкістю.
- Кортні Кокс у ролі доктора Марші Голловей, психолога з проєкту «Зеніт», яка видає райдужні пориви вітру.
- Чеві Чейз у ролі доктора Еда Гранта, вченого з проєкту «Зеніт».
- Спенсер Бреслін у ролі Такера Вільямса / Мегабоя, хлопчика з надмірною вагою, який може збільшувати та надувати частини свого тіла за бажанням.
- Кевін Зегерс у ролі Коннора Шепарда / Кулака, старшого брата Джека, який переніс струси мозку, і збожеволів після впливу променів Гамма-13.
- Кейт Мара у ролі Саммер Джонс / Вандер, підлітка, що володіє телекінезом та екстрасенсорикою.
- Майкл Кессіді у ролі Ділана Веста / Гудіні, підлітка з невидимістю та ясновидінням.
- Раян Ньюмен у ролі Сінді Коллінз / Принцеси, маленької дівчинки з надлюдською силою.
- Ріп Торн у ролі генерала Ларрабі, керівника проєкту «Зеніт».
- Девон Аокі (не вказано в титрах) у ролі Даравії, колишньої учасниці команди Зума.
- Алексіс Бледел (не вказано в титрах) у ролі Ейса, колишньої учасниці команди Зума.
- Вілмер Вальдеррама (не вказано в титрах) у ролі Стрільця, колишнього учасниці команди Зума, ясновидця.
- Корнелія Гест у ролі місіс Коллінз, матері Сінді.
- Рідж Каніпе та Денні Маккарті у ролі хуліганів.
- Томас Ф. Вілсон у ролі вчителя Ділана.
- Девід Ландер у ролі Девіда, працівника ресторану Wendy's.

## Сприйняття
На агрегатора відгуків Rotten Tomatoes 5% з 66 відгуків критиків позитивні, із середнім балом 3,2/10. Консенсус вебсайту стверджує: «Не маючи такої енергійності та гарного настрою, як «Суперсімейка» та «Вищий пілотаж», «Капітан Зум» – це нудне та несмішне видовище». На Metacritic середньозважена оцінка склала 26 балів зі 100 на основі 14 відгуків критиків, що вказує на «загалом несхвальні» відгуки.